# Danuvia 43M
A Danuvia 39M/43M foi uma submetralhadora húngara projetada por Pál Király no final da década de 1930 e usada durante a Segunda Guerra Mundial.

## História
A submetralhadora Danuvia 9×25mm foi projetada pelo engenheiro húngaro Pál Király no final da década de 1930 e foi produzida pela empresa titular Danuvia. As armas foram entregues às tropas do exército húngaro em 1939 e permaneceram em serviço durante a Segunda Guerra Mundial e até o início dos anos 1950. Um total de cerca de 8.000 foram fabricadas entre 1939 e 1945. A Danuvia era uma arma grande e robusta, semelhante a uma carabina. Inspirado na SIG MKMS, a Danuvia usava o cartucho 9×25mm Mauser mais potente e incorporou o blowback atrasado por alavanca para gerenciar melhor esse cartucho de alta energia. O carregador da Danuvia podia ser dobrado para frente em um recesso na coronha, onde uma placa desliza sobre ele.
A arma era muito apreciada pelas tropas para as quais foi emitida; supostamente funcionava bem nas condições lamacentas e abaixo de zero na Frente Oriental. A única dificuldade era a disponibilidade de munição 9×25mm Mauser. Foi usada pelo exército húngaro, pela polícia militar e pelas forças policiais e permaneceu em serviço até o início da década de 1950, quando foi gradualmente substituída pela PPSh-41 e pela Kucher K1.

## Projeto
O Danuvia apresentava um ferrolho de blowback atrasado por alavanca patenteado em duas partes. A chave seletora de fogo é uma tampa circular na parte traseira do receptáculo e é girada para uma das três configurações: E (Egyes) (fogo semiautomático), S (Sorozat) (fogo automático) ou Z (Zárt) (trava de segurança). A janela de ejeção e a alavanca de manejo estão no lado direito do receptáculo. Ela tinha uma alça de mira tipo rampa acima da janela de ejeção e uma massa de mira na extremidade do cano.

## Variantes

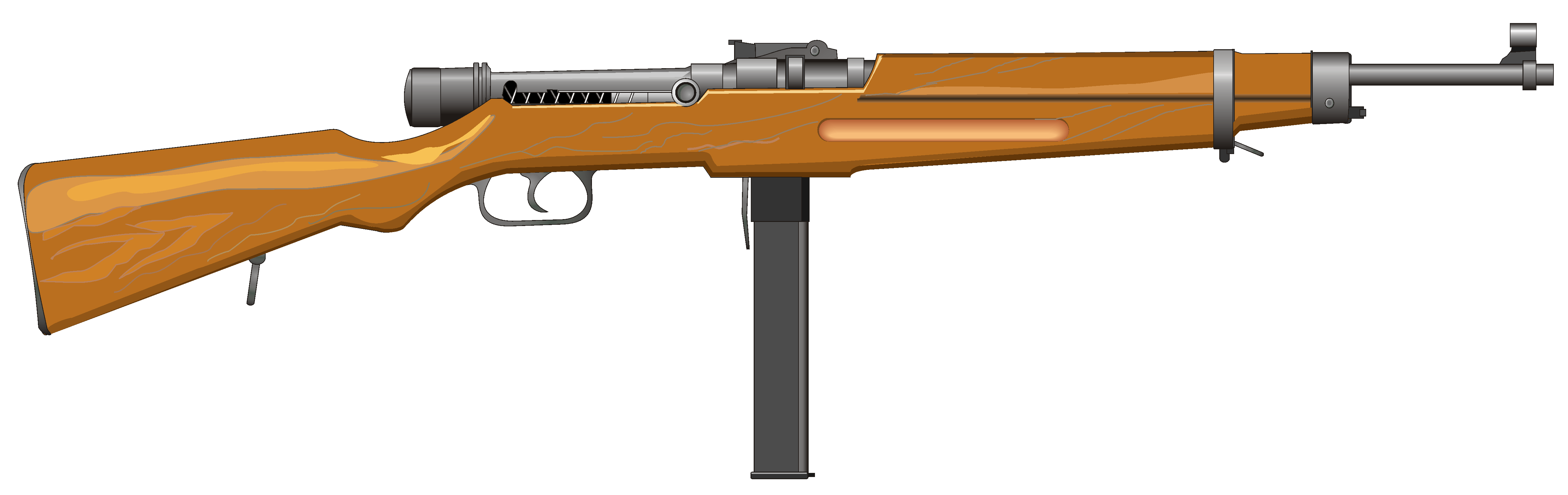
A variante 39M

A Danuvia original era a Géppisztoly (Submetralhadora) 39M com coronha fixa de madeira, que foi seguida em número limitado pela Géppisztoly 39/A M com coronha dobrável de madeira. Em 1943, uma nova versão com coronha de metal dobrável, coronha frontal de madeira e punho de pistola foi designada Géppisztoly 43M. A 43M foi a versão mais produzida e tinha cano encurtado e carregador inclinado para frente.